# Queen Rock Montreal
«Queen Rock Montreal» — концертный альбом английской рок-группы Queen, издан 29 октября 2007 года. В альбом вошли песни с двух концертов в Монреале 24 и 25 ноября 1981 года. Альбом выпущен на двух CD, двух кассетах и на трёх пластинках. Альбом содержит две песни, никогда до этого не выходившие — это «Flash» и «The Hero». Вместе с альбомом был выпущен одноимённый DVD «Queen Rock Montreal».

## Список композиций
1. Вступление
2. «We Will Rock You (fast)» — Брайан Мэй
3. «Let Me Entertain You» — Фредди Меркьюри
4. «Play the Game» — Меркьюри
5. «Somebody to Love» — Меркьюри
6. «Killer Queen» — Меркьюри
7. «I’m in Love with My Car» — Роджер Тейлор
8. «Get Down Make Love» — Меркьюри
9. «Save Me» — Мэй
10. «Now I'm Here» — Мэй
11. «Dragon Attack» — Мэй
12. «Now I’m Here» (reprise) — Мэй
13. «Love of My Life» — Меркьюри
14. «Under Pressure» — Queen и Дэвид Боуи
15. «Keep Yourself Alive» — Мэй
16. Соло на ударных и литаврах — Тейлор
17. Гитарное соло — Мэй
18. «Flash» — Мэй
19. «The Hero» — Мэй
20. «Crazy Little Thing Called Love» — Меркьюри
21. «Jailhouse Rock» — Либер и Столлер
22. «Bohemian Rhapsody» — Меркьюри
23. «Tie Your Mother Down» — Мэй
24. «Another One Bites the Dust» — Джон Дикон
25. «Sheer Heart Attack» — Тейлор
26. «We Will Rock You» — Мэй
27. «We Are the Champions» — Меркьюри
28. «God Save the Queen» — аранж. Мэя

## Участники записи
- Фредди Меркьюри — вокал, фортепиано, акустическая гитара в «Crazy Little Thing Called Love», тамбурин в «Keep Yourself Alive»
- Брайан Мэй — гитара, вокал, фортепиано на «Save Me» и «Flash», синтезатор в «Flash»
- Роджер Тейлор — ударные, перкуссия, бэк-вокал, основной вокал на «I’m In Love With My Car» и «Another One Bites The Dust» (хор), другий вокал на «Under Pressure», синтезатор на «Intro»
- Джон Дикон — бас-гитара,  бэк-вокал на «Somebody to Love», «Killer Queen» и «Tie Your Mother Down»
- Джошуа Джей Макро — mix producer
- Джастин Ширли-Смит — mix producer
- Крис Фредрикссон — Pro Tools HD
- Мэк — звукорежиссёра
- Кевин Меткалф — мастеринг
- Ричард Грей — фото для обложки